# Рауда
Рауда (нем. Rauda) — община в Германии, в земле Тюрингия. 
Входит в состав района Заале-Хольцланд. Подчиняется управлению Хайделанд-Эльстерталь.  Население составляет 298 человек (на 31 декабря 2010 года). Занимает площадь 3,09 км².
Коммуна подразделяется на 6 сельских округов.